# Joan E. Goody
Joan E. Goody, née le 1er décembre 1935 et morte le 8 septembre 2009, est une architecte américaine et également écrivaine. 

## Biographie
Joan E. Goody est membre fondateur du bureau Goody, Clancy & Associates, Inc de Boston, ,.

## Publications en anglais
- New Architecture in Boston, MIT Press, 1965
- « Essays on social housing », in: Progressive Architecture, 7/1984, p. 82 - 87
- « Do you see new directions? », in: Architecture: the AIA journal, 5/1985, p. 240 - 251,312-320